# Kriemhild Limberg
Kriemhild Limberg (geb. Hausmann; * 8. September 1934 in Rheinhausen, bei Duisburg; † 24. August 2020 in Neuss) war eine deutsche Leichtathletin, die bei den Europameisterschaften 1958 die Bronzemedaille im Diskuswurf gewann.
1955 und 1956 belegte Kriemhild Hausmann bei den Deutschen Meisterschaften jeweils den zweiten Platz hinter Anne-Chatrine Lafrenz. Nach einem fünften Platz 1957 gewann Hausmann 1958 ihren ersten deutschen Meistertitel, bis 1965 sollten sieben weitere folgen. Bei den Europameisterschaften 1958 in Stockholm warf sie den Diskus auf 50,99 m und belegte damit den dritten Platz hinter Tamara Press aus der Sowjetunion und Štěpánka Mertová aus der Tschechoslowakei. Zwei Jahre später erreichte Kriemhild Hausmann bei den Olympischen Spielen in Rom mit 51,47 m den vierten Platz hinter Nina Ponomarjowa und Tamara Press aus der Sowjetunion und der Rumänin Lia Manoliu. Bei den Europameisterschaften 1962 und bei den Olympischen Spielen 1964 verpasste sie jeweils als Siebte knapp die letzten drei Versuche. 1966 belegte sie noch einmal den elften Platz bei den Europameisterschaften.
1958 verbesserte sie gleich dreimal den bundesdeutschen Rekord. Mit ihrem Wurf von 53,89 m am 27. Juli löste sie Doris Müller als gesamtdeutsche Rekordlerin ab. Im Juni 1959 holte Irene Schuch den Rekord zurück in die DDR. Am 16. August 1959 warf Hausmann den Diskus in Meerbeck auf 55,70 m. Dieser Wurf stand als gesamtdeutscher Rekord, bis Doris Müller im Juni 1962 56,39 m warf. Den bundesdeutschen Rekord übertraf Kriemhild Limberg erneut im August 1964, als sie bei der Olympiaausscheidung für die gesamtdeutsche Mannschaft den Diskus auf 55,86 m warf. Im Juli 1966 nahm ihr Liesel Westermann den bundesdeutschen Rekord ab. 
Kriemhild Limberg war 1,82 m groß und wog in ihrer aktiven Zeit 76 kg. Sie begann beim OSC Rheinhausen und gehörte dann dem Sportverein KTSV Preussen Krefeld an. Am 13. September 1963 heiratete sie den ehemaligen Handballspieler Willi Limberg.